# ماريوس ماتي
ماريوس ماتي (بالرومانية: Marius Matei)‏ (1 فبراير 1984 بغالاتس في رومانيا - ) هو لاعب كرة قدم روماني في مركز الهجوم. لعب مع نادي أوتسيلول غالاتسي ونادي براشوف ونادي بوتوشاني ونادي فاسلوي وFCM Dunărea Galați ‏ ونادي فولنتاري ونادي فارول كونستانتسا وACS Foresta Suceava ‏ وداسيا يونييرا برايلا.

## وصلات خارجية
- ماريوس ماتي على موقع قاعدة بيانات كرة القدم.إي يو (الإنجليزية)
- ماريوس ماتي على موقع Soccerway.com (الإنجليزية)